# 이충환
이충환(李忠煥, 1917년 9월 12일 ~ 2005년 9월 30일)은 대한민국의 제2·3·5·6·9·10대 국회의원이다. 본관은 양성.

## 생애
만주 대동학원을 졸업하고, 만주 고등관 채용고시와 일본 고등문관시험 행정과에 합격하여 변호사 자격을 얻었으며 충청북도 인사처장 서리, 청주상과대학강사를 역임한 뒤, 정계에 진출하여 1950년 제2,3,5,6,9,10대의 여섯번 국회의원에 당선되었다. 예산결산위원장을 네 번 역임하고 민주당 정책위 부위장, 민중당 민중당 충북 제7지구당 위원장, APU 제2회총회 한국대표, 민중당 정책심의회의장, 민중당 운영위원, 신민당정무위원ㆍ정책심의회의장ㆍ전당대회의장ㆍ총재권한대행ㆍ최고위원을 역임하였다.

## 역대 선거 결과
|  | 26.06% |

|  | 42.29% |

|  | 38.22% |

|  | 53.55% |

|  | 37.50% |

|  | 31.09% |

|  | 47.27% |

|  | 39.44% |

|  | 30.04% |

## 참고 자료
- 이충환 - 대한민국헌정회